# Gazi Huceine Paxá
Gazi Huceine Paxá (em turco: Gazi Huseyin Paşa; morreu em 1659), também conhecido como Deli Huceine Paxá ("o Louco") ou Sari Huceine Paxá ("o Loiro") ou Baltaoglu Huceine Paxá ("Machado"), era um oficial Militares e estadistas otomanos. Foi governador do Egito (1635-1637) Capudã paxá na década de 1630 e brevemente Grão-vizir em 1656.
Durante seu tempo como governador do Egito, se tornou conhecido por sua crueldade. Trouxe um grande número de drusos consigo para o Egito, que cometeram roubos no Cairo, a capital, e seus homens extorquiram dinheiro dos habitantes locais para uma festa que comemorava sua chegada. Diz-se que assassinou pessoas "por esporte" e que a população local estava muito infeliz. Executou mais de 1 200 pessoas, sem incluir as que matou por suas próprias mãos.[carece de fontes?]
Apesar de sua crueldade, era um comandante habilidoso e líder das tropas locais, o que era uma tarefa particularmente difícil no Egito. Estava atento aos detalhes do governo no sofá e conseguiu reduzir roubos e roubos no Egito.
Depois do Egito, lutou na campanha de Bagdá, capturando vários fortes. Mais tarde, foi nomeado almirante da frota otomana. Como tal, foi capaz de capturar 30 galeras corsárias no Mar Negro. Então lutou, entre outros lugares, em Budapeste, Baguedade e na Ucrânia.[carece de fontes?]
Foi um dos principais comandantes e protagonistas da Guerra Cândia, na qual, apesar das circunstâncias difíceis, foi capaz de capturar vários fortes, incluindo Retimno. Também construiu muitos edifícios em Creta. Devido a seus sucessos, o sultão o promoveu a grão-vizir. No entanto, mudou de ideia no último momento.[carece de fontes?]